# Governance
Governance är ett begrepp som bland annat används inom statsvetenskap. Genom användandet av begreppet governance vill forskare förtydliga att den politiska beslutsprocessen har förändrats. Tankefiguren är att förr, ungefär fram till och med 1970-talet, kunde nationalstaterna genom sina valda företrädare mer eller mindre ensamt bestämma över politiken. Numera, på grund av den ekonomiska globaliseringen, men också på grund av framväxten av EU och att regionerna har stärkt sin makt, har nationalstaterna inte längre den exklusiva makten. En anledning till att statsvetare använder governance är för att begreppet innefattar relationen mellan aktörer och institutioner som tillsammans skapar politisk styrning. 
Governance handlar också om att framtagandet av politik sker på ett annat sätt idag. I synnerhet inom EU så formas politiken genom olika nätverk, där representanter för såväl EU-nivå som nationell nivå, ideella föreningar och företag görs delaktiga i processen. Statsvetarna Magnus Blomgren och Torbjörn Bergman menar att governance existerar i verkligheten, det är inte enbart en tankefigur eller normativt mål. Som belägg för detta nämner de att policyprocessen i EU har förändrats, men också att det är fler aktörer som är inblandade i framtagandet av politiska förslag. 
Ett problem som Blomgren och Bergman ser med governance är att makten blir mer otydlig eftersom politiken formas i nätverk. Detta gör att det politiska ansvarsutkrävandet blir svårare. Exempel på detta är e-Förvaltning och e-Government som tar sikte på flera e-tjänster, ökad operabilitet och e-demokrati, med stöd från EU.